# Сирс, Джонатан
Джонатан Сирс (англ. Jonathan Seers; род. 1954, Редхилл, графство Суррей) — британский дирижёр.
В детские годы пел в хоре мальчиков Кентерберийского собора. Затем изучал музыковедение в Кембриджском университете и дирижирование в Гилдхоллской школе музыки. В 1980 году стал победителем Безансонского международного конкурса молодых дирижёров.
Работал, прежде всего, с немецкими оркестрами. Был капельмейстером во Фрайбурге, Мангейме, Гельзенкирхене, возглавлял оперную школу в Карлсруэ, много дирижировал в оперных театрах Берлина и Ганновера. Наиболее продолжительной была работа Сирса в Вюрцбурге, где он занимал пост генеральмузикдиректора в 1991—2000 и вновь в 2008—2011 гг., руководя также Моцартовским фестивалем в этом городе. С городским оркестром, в частности, исполнял все симфонии Бетховена и Брамса, в Вюрцбургской опере дирижировал многими операми Моцарта, Верди, Вагнера, Рихарда Штрауса. Осуществил премьеру балета Анны Вита на музыку Эдуарда Элгара и Бенджамина Бриттена «Портрет Дориана Грея» (2009), по одноимённому роману Оскара Уайлда; под управлением Сирса впервые прозвучала также Третья симфония Бертольда Хуммеля. Охотно выступал также с джазовыми музыкантами, в том числе с саксофонистом Чарли Мариано и трубачом Бенни Бейли.